# Come By Chance
Come By Chance är en ort i Kanada.   Den ligger i provinsen Newfoundland och Labrador, i den östra delen av landet, 1 700 km öster om huvudstaden Ottawa. Come By Chance ligger 14 meter över havet och antalet invånare är 265.
Terrängen runt Come By Chance är platt åt sydväst, men åt nordost är den kuperad. Come By Chance ligger nere i en dal. Runt Come By Chance är det ganska glesbefolkat, med 29 invånare per kvadratkilometer.. Närmaste större samhälle är Arnolds Cove, 9,0 km söder om Come By Chance. 
I omgivningarna runt Come By Chance växer i huvudsak blandskog.